# 黑劳士
黑劳士制度（古希腊语：Εἵλωτες / Heílôtes，或者译作希洛特制度、希洛制）是古希腊的斯巴达城邦的一种国有奴隶的制度。

## 历史
大约形成于公元前8世纪后期斯巴达统一拉哥尼亚后。黑劳士是指被斯巴达人就地奴役的拉哥尼亚和美塞尼亚地区原有居民。克里提亚斯指出他们是“最苦的奴隶”（slaves to the utmost）。
这些奴隶需要为主人耕种田地，交纳地租，负担劳役，没有政治权利，还经常遭到主人的杀害而主人却不用受惩罚，曾经多次发动起义。西南大学教授徐松岩認為，斯巴達對外的連年戰爭使黑勞士的負擔重到難以承受，但許多受剝削的黑勞士找到機會擺脫了斯巴達人的剝削和奴役（如美塞尼亞重新獲得獨立），讓原本習慣於依靠剝削黑勞士（美塞尼亞人）為生的斯巴達人因此難以謀生，是斯巴達衰落的原因之一。在亚历山大大帝征服后，这种制度消亡了。